# Dötsch Károly
Dötsch Károly (Budapest, 1901. november 21. – Budapest, 1988. március 19.) gépészmérnök.

## Élete
Gépészmérnöki oklevelét a Budapesti Műszaki Egyetemen szerezte meg. 1920-tól a „Törs és Ormai” budapesti cég gyárában a műszaki iroda vezetője lett. Épületgépészeti munkákat irányított vidéki kórházaknál és klinikáknál, valamint nevéhez fűződik Esztergom vízellátásának megvalósítása. 1933-1939 között a Margitszigeti Nagyszálló felújítását irányította az „Ilkovics Gyula és Lajos” cég kötelékében. 1939-től az „Ulrich B. J.” vállalat műszaki irodáját vezette a háború befejezéséig. 1945-től a Francia Magyar Pamutipar Rt. kelenföldi gyárának újjáépítését irányította. 1949-től a Vízvezeték- és Fűtésszerelési Vállalat műszaki osztályvezetője, majd ezt követően a főmérnöke lett. A Felsőmagyarországi Vegyiművek sajóbábonyi gyárának csőszereléseit vezényelte. 1953–57-ben a 2. számú Szerelőipari Tröszt főmérnöke, majd az Építésügyi Minisztérium 4. számú Szerelőipari Igazgatóságának vezetőhelyettese volt egészen 1963-ben történt nyugalmazásáig.

## Munkái
- Dötsch Károly: Központi fűtés 1: Az Állami Műszaki Főiskola épületgépészeti tagozatának 2. évf. részére. Budapest: Állami Műszaki Főiskola (Budapest). 1950.
- Dötsch Károly: Üzemi távvezetékek szerelése. Budapest: Mérnöki Továbbképző Intézet (Budapest). 1953.
- Dötsch Károly – Milley Vilmos: Szakmai ismeretek 2: Központi fűtésszerelő szakközépisk. 2. oszt. Budapest: Műszaki Kiadó (Budapest). 1966.
- Ballai János – Dötsch Károly: Épületgépészeti berendezések üzeme és karbantartása. Budapest: Műszaki Kiadó (Budapest). 1967.
- Dötsch Károly – Gáncs Elemér – Kuba Gellért: Ipartelepek építészete IV: Általános építészeti szempontok. (hely nélkül): Akadémiai Kiadó (Budapest). 1969.